# Omphale nitens
Omphale nitens är en stekelart som beskrevs av Graham 1963. Omphale nitens ingår i släktet Omphale och familjen finglanssteklar.
Artens utbredningsområde är:
- Tyskland.
- Kroatien.

Inga underarter finns listade i Catalogue of Life.